# Henrich Focke
Pour les articles homonymes, voir Focke.
Henrich Focke (né le 8 octobre 1890 à Brême, Allemagne, mort le 25 février 1979 à Brême) était un pionnier allemand de l'aéronautique. Il fonda à Brême en 1924 avec Georg Wulf les usines Focke-Wulf-Flugzeugbau AG et en 1937 la société Focke-Achgelis et y développa les avions et hélicoptères qui portent leurs noms.

## Biographie
Il était le fils de Louise Stamer et de Johann Focke (de), le fondateur du musée Focke-Museum (de) de Brême. Toute sa vie durant il resta un passionné de la recherche aéronautique. Il avait commencé en 1908 ses études de mécanique à l'université technique de Hanovre qu'il ne put terminer du fait la Première Guerre mondiale qu'en 1920. De 1908 à 1921, il construisit plusieurs avions avec le pilote de guerre Georg Wulf et d'autres pilotes. 
Il fonda en 1924 avec Georg Wulf et Werner Naumann (de) les usines aéronautiques de Brême (Bremer Flugzeugwerke) transformées la même année en une société par actions et rebaptisées Focke-Wulf AG. Jusqu'en 1933, il conçut 29 types d'avions dont un total de 140 furent réalisés. Il faut citer en particulier le F 19 Ente, (Canard souvent désigné aussi A-19) qui reprenait l'idée d'un brevet déposé en 1908 en coopération avec son frère Wilhelm Focke. Son partenaire Wulf se tua en 1927 dans l'écrasement accidentel de l'un des deux exemplaires construits. Le principe du plan canard les avait tous trois longtemps occupés du fait de sa grande tolélance au surcabrage.
À la suite de la fusion de Focke-Wulf avec les usines Albatros Flugzeugwerke en 1931, Henrich Focke commença de travailler sur les voilures tournantes. Il acquit tout d'abord une grande expérience en construisant et en utilisant les autogires de Juan de La Cierva C.19 et C.30 dont sa société avait acheté les droits de fabrication sous licence. Un autogire doit tout comme un avion avancer avec une vitesse suffisante pour que son rotor tourne et fournisse une portance. Ce principe de l'autorotation provoquée par le vent du déplacement ne le satisfaisait pourtant pas. 
En 1931, la municipalité de Brême lui décerna le titre de professeur d'université et il donna des cours à l'école technique de Brême. En 1933 (année d'accession au pouvoir des nazis), il dut quitter la direction de sa propre société à cause de pressions externes, mais put continuer à se consacrer à l'étude des voilures tournantes. Le résultat fut en 1936 le décollage du premier hélicoptère vraiment entièrement fonctionnel, le Fw 61. Contrairement à l'autogire, cet appareil pouvait décoller et atterrir verticalement. La direction de Focke-Wulf ne vit cependant pas les possibilités d'évolution de ce concept et fit de telles difficultés à son créateur qu'il finit par quitter la société. Il fonda en 1937 avec le champion du monde de voltige Gerd Achgelis la société Focke-Achgelis à Hoykenkamp (en) près de Delmenhorst. Dès avant la Seconde Guerre mondiale, on y travaillait sur le Fa 223 Drache dont une version civile (appelée Fa 266) était prévue. Cet appareil fut présenté en vol par Hanna Reitsch dans l'immense amphithéâtre Deutschlandhalle en 1938.
Jusqu'à la mi-1944, le Fw 189 est produit à l'usine Focke-Wulf de Brème et à celle de Bordeaux-Mérignac de Marcel Dassault, dans la France occupée, avant que la société fusionne avec les usines aéronautiques Weser Flugzeugbau.

## Après-Guerre
Après la Seconde Guerre mondiale, de 1945 à 1948, Focke travailla en France en tant que prisonnier de guerre. Il était ingénieur-conseil auprès de la SNCASE à Marignane et œuvrait à la reconstitution du Fa 223 (repaptisé SNCASE SE 3000). En parallèle, il construisit le S.E. 3101 à un seul rotor principal, le précurseur de l'Alouette. 
Vers 1948, il créa un bureau d'études à Brême. Les Alliés interdisant à l'Allemagne la construction d'aéronefs, il reporta ses connaissances sur d'autres techniques. De 1948 à 1958, il travailla comme ingénieur-conseil hélicoptère pour le compte du ministère britannique de l'Aviation. En 1950, il travailla comme concepteur auprès des usines automobiles Norddeutsche Fahrzeugwerke de Wilhelmshaven. En 1951, il conçut à Amsterdam un appareil à quatre rotors et décollage vertical appelé Convertiplane (en). De 1952 à 1956, il développa et construisit au Brésil un hélicoptère léger biplace appelé Beijaflor (en) (colibri). Il revint définitivement en Allemagne en 1956. 
Il poursuivit alors chez les usines de construction automobile Borgward le développement du Beijaflor rebaptisé Kolibri (à ne pas confondre avec le Flettner Fl 282 Kolibri). Le premier vol eut lieu en 1958. À la suite de la faillite de Borgward en 1961, il arrêta les travaux sur cet appareil. Vers la fin des années cinquante ou au début des années soixante, Focke installa une soufflerie dans un hangar désaffecté du centre de Brême, près de la gare. Cette soufflerie ne fut redécouverte qu'en 1997 et constitue aujourd'hui l'élément central d'un petit musée (voir lien externe) qui lui est consacré.
Jusqu'en 1965, Focke était ingénieur-conseil auprès de VFW (Vereinigte Flugtechnische Werke à Brême et pour la Deutsche Forschungsanstalt für Luft- und Raumfahrt (de) (précurseur de la DLR).